# 지상욱 (축구 선수)
지상욱(2003년 1월 13일~)은 대한민국의 축구 선수로, 포지션은 스트라이커이다. 현재 충북 청주 FC 소속이다.

## 어린 시절
제주 유나이티드 유스 출신으로 우선지명을 받은 후 용인대학교 축구부에 입단하였다. 대학 무대에서는 1학년임에도 주전으로 뛰면서 당시 강팀들이 많던 1권역에서 득점왕까지 차지하게 된다.

## 구단 경력
2023년 제주 유나이티드에 입단하면서 프로 커리어를 시작하게 되었다.

## 경기 성향
연계 플레와 볼 키핑 능력, 뒷 공간 침투와 득점력이 좋은 선수로 최전방뿐만 아니라 측면에서도 공격수로서 뛸 수 있는 선수로 평가받는다.

## 수상

### 개인
- U리그 1권역 득점왕: 2022